# Заречное (Белопольский район)
Заречное (укр. Зарічне) — село,
Горобовский сельский совет,
Белопольский район,
Сумская область,
Украина.
Код КОАТУУ — 5920682604. Население по переписи 2001 года составляло 40 человек .

## Географическое положение
Село Заречное находится на левом берегу реки Вир, в месте впадения в неё реки Куяновка,
выше по течению на расстоянии в 1,5 км расположено село Бессокирное,
ниже по течению на расстоянии в 1 км расположено село Вороновка,
на противоположном берегу — сёла Беловишневое и  Горобовка.
Выше по течению реки Куяновка на расстоянии в 1 км расположены сёла Штановка и Москаленки.
Река в этом месте извилистая, образует лиманы, старицы и заболоченные озёра.
Около села проходит железная дорога, станция Торохтяный в 1-м км.
Рядом проходит автомобильная дорога Т-1918.